# 楊端儀
楊端儀，福建晉江縣人，明朝政治人物。永樂乙酉解元，聯捷進士。

## 生平
永樂三年（1405年）乙酉科福建乡试第一名舉人。永樂四年（1406年），聯捷甲申科進士，授吏部主事。
水陸寺東曾有解元坊。